# Zdenka Neuhäuslová
Zdenka Neuhäuslová, též Novotná či Dovolilová, (* 4. dubna 1934 Kutná Hora – 31. března 2021 Nové Strašecí) byla významná česká botanička.

## Život
Narodila se 4. dubna 1934 v Kutné Hoře v rodině švadleny a továrního pracovníka. Otec zemřel v jejích 12 letech a nadále vyrůstala s matkou v obtížných sociálních podmínkách. Kutnohorské gymnázium však absolvovala s vyznamenáním. V letech 1952–1957 studovala botaniku-geobotaniku na Přírodovědecké fakultě Univerzity Karlovy v Praze. Tématem její diplomové práce byla fytocenologie a synekologie lesní vegetace. V roce 1961 obhájila kandidátskou práci na téma lesů středního Polabí. V roce 1966 byla promována doktorkou přírodních věd.
V roce 1957 nastoupila do Geobotanické laboratoře Československé akademie věd, později pracovala jako vědecká pracovnice Botanického ústavu ČSAV v Průhonicích a jako vedoucí tamního geobotanického oddělení. Pracovala také v komisi pro přírodovědnou bibliografii při Národní knihovně ČR v Praze. Od studentských let byla členkou České botanické společnosti, později v ní získala čestné členství, byla členkou redakční rady časopisu Preslia, psala recenze zahraničních geobotanických publikací a připravovala též pro periodika Preslia a Zprávy ČBS přehled jubileí a úmrtí členů společnosti. Stala se členkou Mezinárodní společnosti pro výzkum vegetace (Internationale Vereinigung für Vegetationskunde). V letech 1964–1967 také externě přednášela speciální geobotaniku na Přírodovědecké fakultě Univerzity Karlovy.
Se svým manželem RNDr. Robertem Neuhäuslem, DrSc. se od 60. let 20. století věnovala mimo jiné geobotanickému mapování Československa a od roku 1979 oba spolupracovali na mapě potenciální přirozené vegetace Evropy. V projektu pokračovala i po manželově náhlém úmrtí v roce 1991. Po otevření hranic v roce 1989 navázala spolupráci na Ukrajině či Korejském poloostrově. Za publikaci Mapa potenciální přirozené vegetace ČR získala v roce 1998 Cenu Josefa Hlávky za původní knižní práci v oblasti věd o živé přírodě. Vydala zhruba 400 publikací z oblasti botaniky a ochrany přírody.
Stala se matkou dcery Zdeňky a babičkou dvou vnuček. Zemřela 31. března 2021 a poslední rozloučení bylo ohlášeno na 7. dubna téhož roku v obřadní síni v Novém Strašecí.